# KBS 뉴스 9 전남 동부
《KBS 뉴스 9 전남 동부》는 평일 밤 9시 30분에 KBS순천 1TV로 방송되었던 한국방송공사의 뉴스 프로그램이다.

## 앵커
- 김다은 아나운서

## 경쟁 지역뉴스 프로그램
- MBC 뉴스데스크 전남동부권 (여수MBC)
- kbc 8 뉴스 (kbc TV)